# برود بياك
برود بياك (بالإنجليزية: Broad Peak)‏ وهي كتلة جبال تقع بين الصين وباكستان . تعد برود بياك ثاني عشر أعلى قمة في العالم. إنه جزء من قراقرم إحدى سلاسل الهمالايا الجبلية، على الحدود بين الصين وباكستان. اسمها يشير إلى عرض القمة.

## الجغرافيا
أطلق عليها توماس جورج مونتغمري اسم K3 (أي القمة الثالثة كاراكورام أو قراقرم) في عام 1856 عندما تعرف على قمم كاراكورام لأول مرة ثم أطلق عليه اسم ويليام مارتن كونواي عام 1892.